# اونامیا (مینه‌سوتا)
اونامیا، مینه‌سوتا (به انگلیسی: Onamia, Minnesota) یک شهر در ایالات متحده آمریکا است که در Mille Lacs County واقع شده‌است.

## خصوصیات
اونامیا ۲٫۵۱ کیلومترمربع مساحت و ۸۷۸ نفر جمعیت دارد و ۳۸۵ متر بالاتر از سطح دریا واقع شده‌است.